# Thomas Law
Thomas John Law (Potters Bar, 17 dicembre 1992) è un attore britannico.
L'attore è noto principalmente per aver interpretato il ruolo di Peter Beale nella soap opera EastEnders dal 2006 al 2010.

## Biografia e carriera
Law fa il suo debutto nel mondo dello spettacolo a soli 4 anni, quando inizia a lavorare come modello. Nel 2005 fa il suo debutto come attore interpretando un ruolo in 4 episodi del medical drama britannico Casualty. Nel 2014 è tornato a interpretare un personaggio in Casualty, ma per un unico episodio. A partire dal 2006, l'attore interpreta il ruolo di Peter Beale nella soap opera EastEnders, che mantiene fino al 2010 per un totale di 231 episodi interpretati. Durante il periodo di permanenza nella serie, l'attore è anche ospite del programma televisivo Children In Need per tre anni di fila, dal 2007 al 2009, insieme al resto del cast.
Nel 2010, conclusa l'esperienza di EastEnders, Law debutta a teatro interpretando il ruolo di Peter Pan in un omonimo musical. Nel 2013 debutta al cinema interpretando il ruolo di Gary King da giovane in La fine del mondo, a cui fa seguito nel 2015 un ruolo nel film horror indipendente Unhallowed Ground. Nel 2016 recita nel film tedesco Gutterdammerung e nel film direct-to-video statunitense A Cinderella Story: Se la scarpetta calza, quest'ultimo al fianco di Sofia Carson.
Nel 2018 interpreta il ruolo di Freddie nel cortometraggio The Inner. Nel 2021 interpreterà il ruolo del detective Eddie Martin nella seconda stagione della serie TV The Bay.

## Filantropia
A partire dal 2007, l'attore ha frequentato spesso l'ospedale Luton & Dunstable Hospital, invitato da sua zia che lavora in tale struttura, trascorrendo molto tempo ad intrattenere i bambini malati. Nel 2010 ha inoltre preso parte a un evento benefico della BBC per raccogliere fondi da devolvere alle persone colpite dal terremoto di Haiti.

## Filmografia

### Film
- La fine del mondo – regia di Edgar Wright (2013)
- Unhallowed Ground – regia di Russell England (2015)
- Gutterdammerung – regia di Bjorn Tagemose (2016)
- A Cinderella Story: Se la scarpetta calza – regia di Michelle Johnston (2016)
- The Inner – cortometraggio, regia di Gaïa Giafferi (2018)
- Framed  - regia di Nick Rizzini (2021)

### Televisione
- Casualty – serie TV, 5 episodi (2005; 2014)
- EastEnders – soap opera, 231 episodi (2006-2010)
- The Bay – serie TV, 7 episodi (2021)